# Walkerz (computerspel uit 1993)
Walkerz is een computerspel dat werd ontwikkeld door DMA Design Limited en uitgegeven door Psygnosis Limited. Het spel kwam in 1993 uit voor de Commodore Amiga. Het spel is een 2D schietspel en scrolt van rechts naar links Het perspectief van het spel wordt weergegeven in de derde persoon.

## Ontwikkelteam
- Design: Ian Dunlop, Neill Glancy
- Programmeur: Ian Dunlop, Rob Northen Computing, Scott Johnston, Teijo Kinnunen, Jon Dye
- Grafisch: Mark Ireland, Stacey Jamieson, David Hally, Neill Glancy, Scott Johnston
- Muziek: Raymond Usher
- Geluidseffecten: Ian Dunlop, Neill Glancy

## Ontvangst
| Beoordeeld door                | Datum         | Score |
| ------------------------------ | ------------- | ----- |
| Amiga Action                   | april 1993    | 89%   |
| Amiga Computing                | april 1993    | 87%   |
| Amiga Power                    | april 1993    | 85%   |
| Amiga Format                   | mei 1993      | 81%   |
| The One Amiga                  | maart 1993    | 81%   |
| Amiga Force                    | mei 1993      | 73%   |
| Amiga Joker                    | februari 1993 | 72%   |
| Power Play                     | juli 1993     | 60%   |
| ASM (Aktueller Software Markt) | juli 1993     | 42%   |